# Richmond Landon

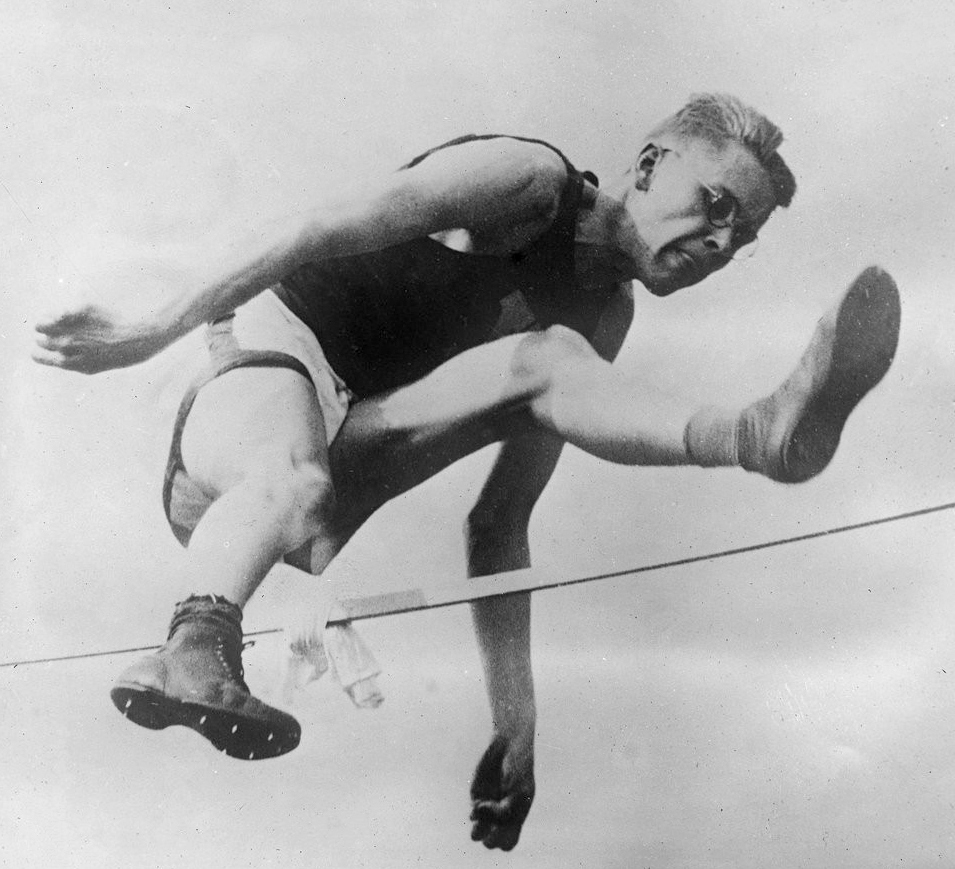
Richmond Landon, 1920

Richmond Wilcox Landon (* 20. November 1898 in Salisbury, Connecticut; † 13. Juni 1971 in Lynbrook, New York) war ein US-amerikanischer Leichtathlet.
Bei den Olympischen Spielen 1920 in Antwerpen wurde Landon Olympiasieger im Hochsprung. Seine Siegeshöhe betrug 1,94 m.